# Stabæk Idrætsforening
Lo Stabæk Idrætsforening, indicato solitamente come Stabæk IF, è una società polisportiva norvegese con sede a Bærum, nella contea di Akershus.
Fondato il 16 marzo 1912 annovera squadre che partecipano a numerose discipline sportive, tra le quali le più rilevanti sono il calcio, con sezione maschile e femminile, il bandy e la pallamano.
Lo Stabæk Fotball, sezione calcistica maschile della società, milita nell'Eliteserien, massimo livello del campionato norvegese mentre lo Stabæk Fotball Kvinner, sezione femminile, milita nella Toppserien, il massimo campionato di calcio femminile nazionale.
Nella disciplina del bandy, lo Stabæk Bandy è riuscito più volte ad imporsi nel campionato nazionale acquisendo il diritto di accedere alle qualificazioni della Bandy World Cup senza tuttavia ad ottenere importanti risultati in campo internazionale.